# コンプリート・シングル・コレクション
『コンプリート・シングル・コレクション』は、稲垣潤一のベスト・アルバム。2005年12月16日にCDで発売。発売元はImperial Records。規格品番はTECI-1116/8。

## 解説
東芝EMIからImperial Recordsまでのシングル全てを網羅した3枚組。シングルとアルバムで異なるヴァージョンの楽曲は全て「アルバム・ヴァージョン」で収録。

## 収録曲

### DISC.1
1. 雨のリグレット
2. 246:3AM
3. ドラマティック・レイン
4. エスケイプ
5. 夏のクラクション
6. ロング・バージョン
7. オーシャン・ブルー
8. ブルージン・ピエロ
9. バチェラー・ガール
10. 1ダースの言い訳
11. 思い出のビーチクラブ
12. 君のためにバラードを
13. サザンクロス
14. 1・2・3

### DISC 2
1. セブンティ・カラーズ・ガール
2. 君は知らない
3. 1969の片想い
4. SHINE ON ME
5. 心からオネスティー
6. メリークリスマスが言えない
7. セカンド・キス
8. さらば愛しき人よ
9. あなたがすべて
10. 世界でたったひとりの君に
11. クリスマスキャロルの頃には
12. 僕ならばここにいる
13. マラソンレース
14. キスなら後にして
15. 語らない

### DISC 3
1. 雨の朝と風の夜に
2. STARTING OVER
3. 終わらないLOVE SONG
4. J's LOVE SONG
5. 小さな奇蹟
6. 君の瞳はそのままに
7. PRAYER
8. カナリア諸島にて
9. プラチナ・アストロノーツ
10. TOKYO ELEGY
11. 君に出会ってから
12. April
13. 君に逢いたい午後
14. Congratulations
15. P.S 抱きしめたい